# Премијер Народне Републике Кине
Премијер Кине, званично премијер Државног савета Народне Републике Кине, шеф је владе Кине и лидер Државног савета. Ова функција формирана је 1911. године при крају владавине династије Ћинг, али садашње место датира из 1954. године, пет година након успостављања НР Кине. Премијер је друга највиша особа у политичком систему Кине, под генералним секретаром Комунистичке партије Кине (главни вођа )/председник (представник државе), и има највиши чин у државној служби централне владе.
Премијер председава пленарним и извршним састанцима Државног савета и преузима свеукупно руководство радом Државног савета. Премијер такође потписује административне прописе које је донео Државни савет и потписује наредбе којима се одобрава именовање и разрешење функционера на нивоу заменика министара у Државном савету, као и извршних директора Хонгконга и Макаа. Премијеру у обављању дужности помажу четири потпредседника и државни саветници. У политичком систему Кине, премијер се генерално сматра одговорним за управљање економијом.
Премијера уставом бира Национални народни конгрес (НСЦ) и одговоран је њему и његовом Сталном комитету. Мандат премијера траје пет година, који се може једном узастопно обновити. Сваки премијер је био члан Сталног комитета Политбироа КПК од оснивања НР Кине 1949. године, осим током кратких прелазних периода. Актуелни премијер је Ли Ћанг, који је преузео дужност 11. марта 2023. године, наследивши Ли Кећанга.